# Governo ombra (Regno Unito)
Il Governo ombra dell'opposizione ufficiale (Official Opposition Shadow Cabinet) è il governo ombra nella pratica parlamentare britannica, ed è guidato dal leader dell'opposizione, dal 1911 alla Camera dei Comuni.
È composto dai più importanti esponenti dell'opposizione ufficiale (His Majesty's Most Loyal Opposition), che, in base alle posizioni occupate dai ministri del governo britannico, esamina gli atti e gli interventi di ministri corrispondenti alla loro carica, propone politiche alternative e chiede al governo di rendere conto delle sue azioni.

## Storia
La leale opposizione di Sua Maestà nel Regno Unito nacque già nel 1826. Il leader dell'opposizione (shadow prime minister) sceglie un suo gabinetto ombra, organo poi ufficializzato nel 1937.
Il capo dell'opposizione (Leader of the Opposition), il capo whip d'opposizione (Opposition Chief Whip) e il vice capo whip d'opposizione (Deputy Opposition Chief Whip) sono gli unici membri dell'opposizione ufficiale a ricevere compensi per i loro ruoli di opposizione oltre ai loro salari come membri del Parlamento.